# 1644 na arte

## Nascimentos
| Data | Nome | Profissão | Nacionalidade | Observações | Ref |
| ---- | ---- | --------- | ------------- | ----------- | --- |

## Mortes
| Data       | Nome                    | Profissão | Nacionalidade                   | Observações | Ref |
| ---------- | ----------------------- | --------- | ------------------------------- | ----------- | --- |
| 11 de maio | Domingos da Cunha       | pintor    | Portugal                        | n. C. 1598  |     |
| ??         | Giovanni Maria Bottalla | pintor    | Sereníssima República de Génova | n. 1613     |     |